# 林圭介
林 圭介（はやし けいすけ、1952年4月16日 - ）は、日本の元裁判官、弁護士。兵庫県出身。釧路地方・家庭裁判所長を経て、大阪高等裁判所部総括判事を最後に依願退官し、2016年から大江橋法律事務所カウンセル及び学習院大学法学部教授。

## 経歴
- 1980年4月 大分地方裁判所判事補任官
- 1983年4月 京都家庭裁判所判事補
- 1985年4月 京都地方裁判所判事補
- 1986年4月 那覇地方・家庭裁判所判事補
- 1988年7月 大阪地方裁判所判事補
- 1990年4月 大阪地方裁判所判事
- 1991年4月 釧路地方・家庭裁判所北見支部兼網走支部判事
- 1993年4月 東京地方裁判所判事
- 1996年4月 東京法務局訟務部副部長
- 1999年4月 大阪地方裁判所部総括判事
- 2011年1月 大阪地方・家庭裁判所堺支部長
- 2011年8月 釧路地方・家庭裁判所長
- 2013年3月 大阪高等裁判所部総括判事
- 2015年12月 依願退官
- 2016年 弁護士登録（東京第一弁護士会）、弁護士法人大江橋法律事務所東京事務所カウンセル、学習院大学法学部法学科教授